# Euastacus setosus
Euastacus setosus é uma espécie de crustáceo da família Parastacidae.
É endémica da Austrália.